# Vingroup

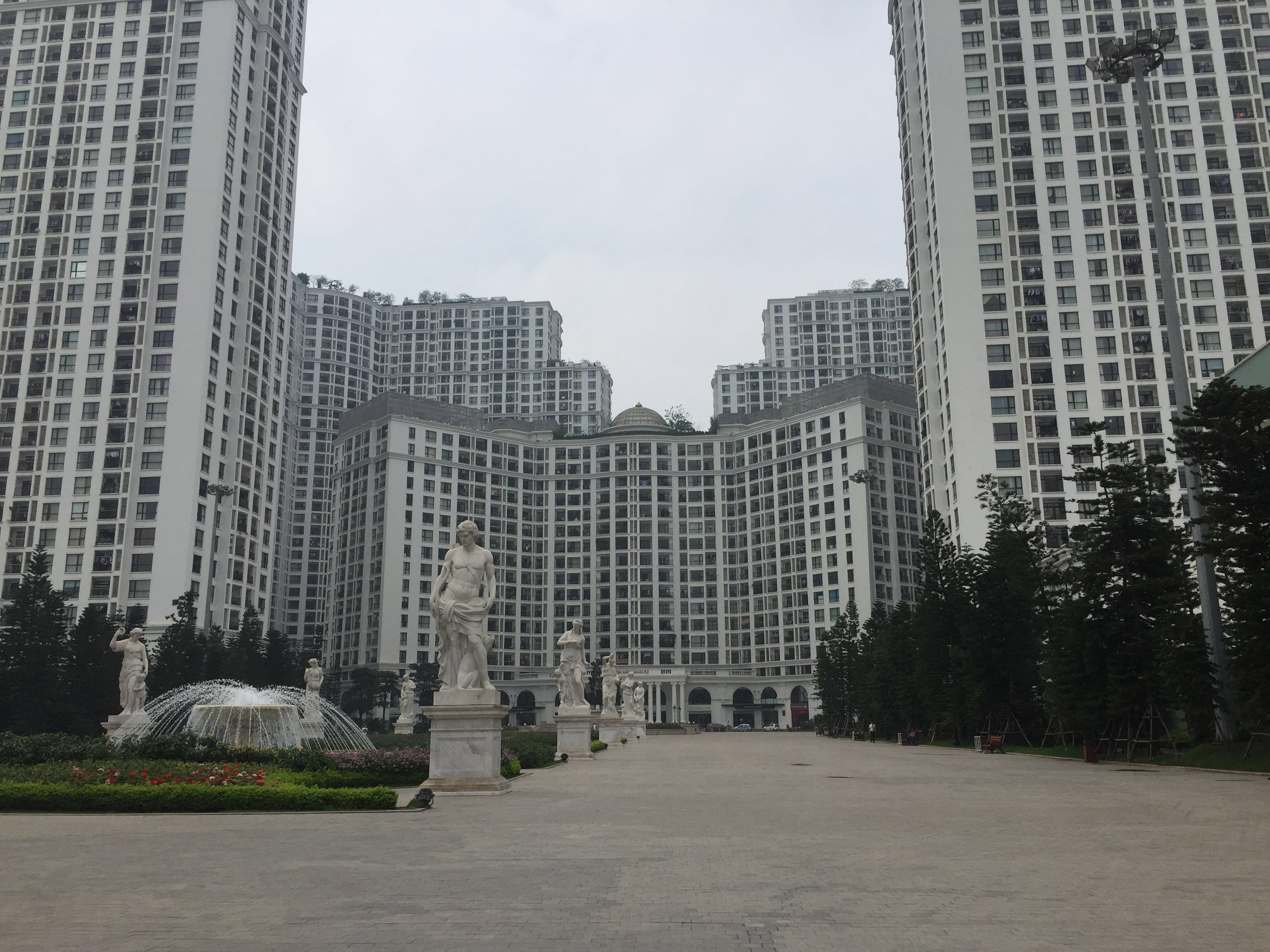
VinGroup Time City в Ханое.

Vingroup — вьетнамское акционерное общество, корпорация, занимающаяся девелопментом недвижимости, розничной торговлей и оказанием различных услуг, от здравоохранения до гостеприимства. Основана предпринимателем Фам Нят Выонгом в 1993 году. К 2016 году Vingroup владела более 1000 магазинов по всему Вьетнаму и ежегодно обслуживала более 4 миллионов посетителей в своих парках развлечений.

## История
Компания была основана на Украине 8 августа 1993 года под названием "Technocom" и первоначально производила обезвоженные продукты питания, в частности лапшу быстрого приготовления под брендом "Мивина". В 2000 году компания начала свою деятельность во Вьетнаме. Всего у Vingroup 48 дочерних компаний. 
С 2007 года Vingroup котируется на фондовой бирже Хошимина. 
В 2010 году Vingroup продала свое украинское подразделение компании Nestlé за 150 миллионов долларов США.
В октябре 2014 года Vingroup купила сеть супермаркетов OceanMart и переименовала ее в VinMart, тем самым выйдя на рынок розничной торговли. В октябре 2015 года Vingroup купила вьетнамскую сеть супермаркетов Maximark (9 торговых точек). В сентябре 2015 года Vingroup запустила крупную программу по сохранению животных на Фукуоке, крупнейшем острове Вьетнама. Vingroup также запустила сайт электронной коммерции Adayroi.com. В 2016 году начали работу дочерние некоммерческие организации: Vinmec — в области здравоохранения, Vinschool — в области образования. Корпорация инвестировала 22,5 миллиона долларов в австралийскую недвижимость. В сентябре 2017 года Vingroup начала строительство собственного автозавода.
В мае 2018 года 10% акций Vinhomes начали торговаться на фондовой бирже Хошимина. 25-летний юбилей Vingroup был отмечен открытием принадлежащей Vingroup башни Landmark 81 в Хошимине, самого высокого завершенного здания в Юго-Восточной Азии на то время. В октябре 2018 года Vingroup объявила, что ее автомобильное подразделение VinFast станет первым отечественным производителем автомобилей с годовой производственной мощностью 250 000 автомобилей. В этот проект вложено 3,5 миллиарда долларов. В декабре 2018 года группа вышла на рынок смартфонов, выпустив телефоны под брендом Vsmart, работающие на Android . Производством смартфонов занимается VinFast. Смартфоны являются частью экосистемы интеллектуальных устройств, которые группа планирует выпустить на рынок.
В ноябре 2018 года было объявлено, что Vingroup будет промоутером Гран-при Формулы-1, которое Ханой должен был принять в апреле 2020 года.
В ноябре 2018 года Vingroup объявила о 10-летнем плане по превращению в крупную высокотехнологичную компанию и приняла решение о создании четырех дочерних компаний с общим уставным капиталом в 390 миллиардов донгов:
- VINCSS Network Security Services Co., Ltd.
- VinConnect Solution and Technology Services Co., Ltd.
- HMS Software Production and Trading Co., Ltd
- Phuc An Tourism Development and Investment

В марте 2019 года Vingroup приобрела платформу электронных кошельков MonPay. В мае 2019 года южнокорейский конгломерат SK Group купил 6,1% акций Vingroup за 1 млрд долларов.
В январе 2019 года было объявлено о создании Vindigix Technology Development Investment, акционерного общества, в котором VinGroup принадлежит 80% акций. 
В декабре 2019 года Masan Group приобрела контрольный пакет акций VinCommerce — розничного подразделения VinGroup.

## Дочерние компании

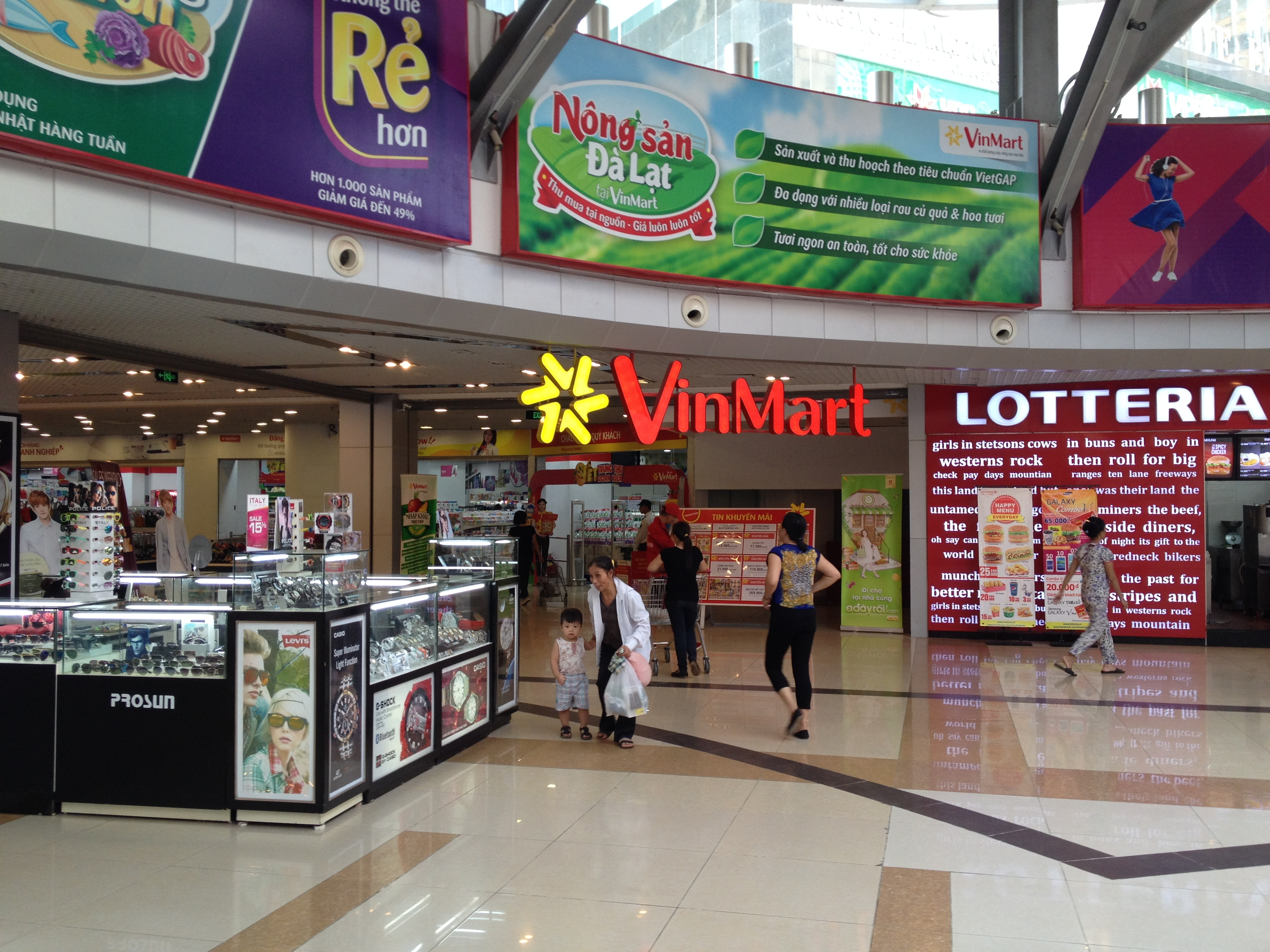
Супермаркет VinMart в Ханое

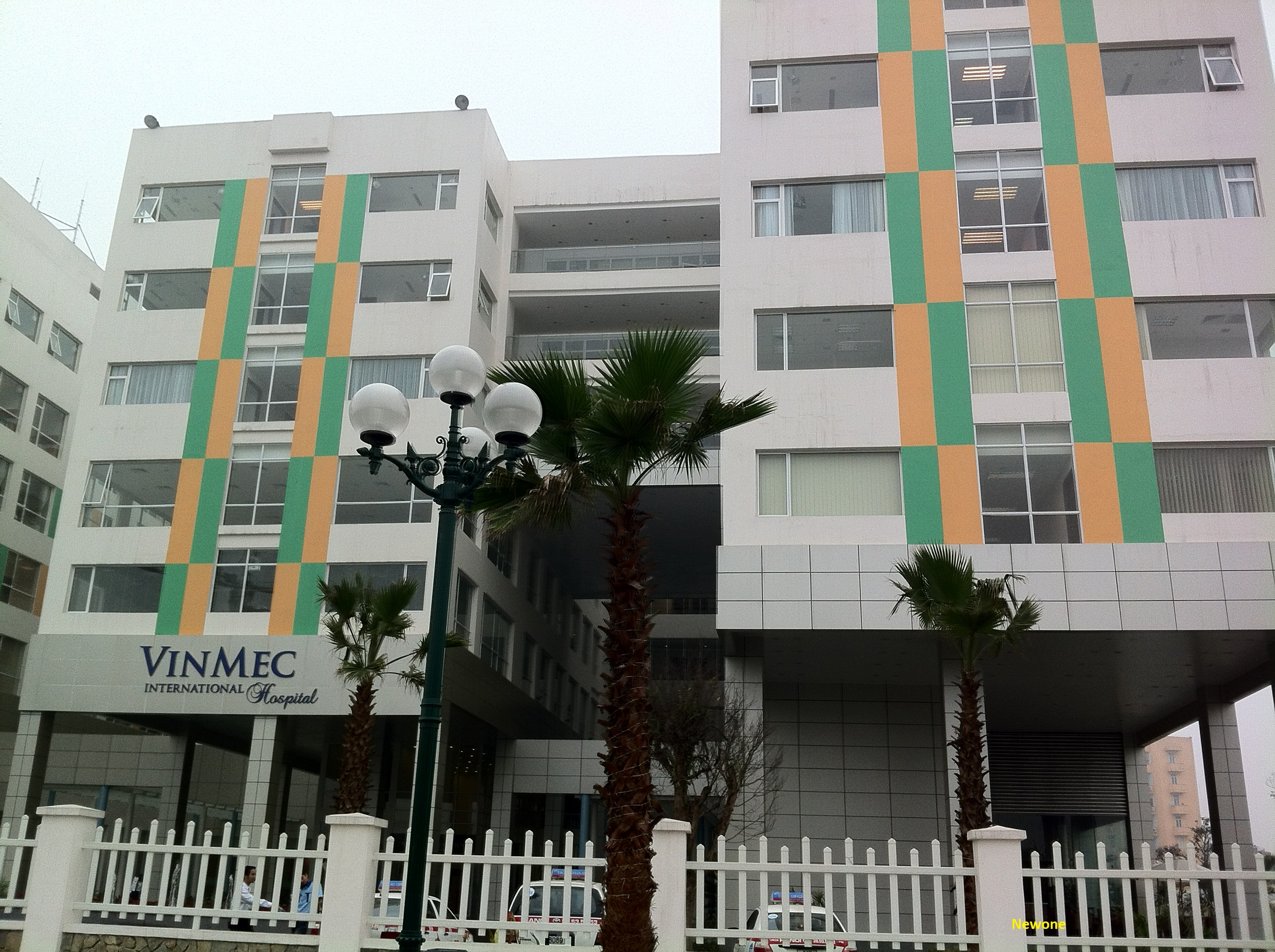
Больница Vinmec

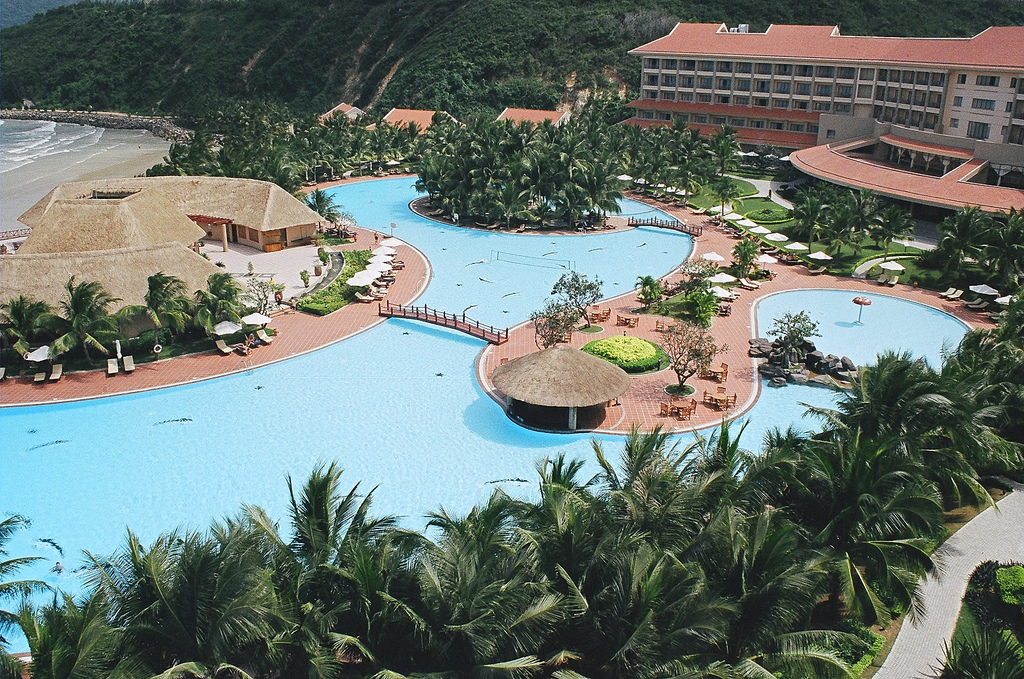
Отель Vinpearl в Нячанге

- Vinhomes: девелопмент недвижимости (Landmark 81, Times City).
- VinCity: девелопмент недвижимости среднего класса.
- VinCommerce: магазины шаговой доступности (VinMart+), супермаркеты (VinMart), магазины электроники (VinPro) и магазины товаров для дома и красоты (VinDS), электронная коммерция на Adayroi.com. Контрольный пакет был продан Masan Group в 2019 году, но VinGroup сохраняет большую долю[18].
- Vincom: торговые центры (Vincom Center, Vincom Plaza, Vincom Mega Mall, Vincom+ mall).
- Vincom Office: офисная недвижимость.
- Vinwonders: парки развлечений и аттракционов, ледовые катоки, аквапарки и сафари-парк на острове Фукуок[19].
- Vinpearl: отели, среди которых Vinpearl Nha Trang, Vinpearl Da Nang, Vinpearl Village, Vinpearl Hai Giang.
- Vinmec: здравоохранение — Vinmec International Hospital, Times City Hanoi, Vinmec Royal International.
- Vinschool: образование от детского сада, начальной школы, средней школы до старшей школы, всего обучается 13 000 учеников.
- VinUniversity: высшее образование в сотрудничестве с Корнельским университетом и Пенсильванским университетом[20][21].
- VinDS: мода, красота, спорт, обувь, сотрудничество с Index Living Mall.
- VinPro: электронные технологии.
- VinEco: сельскохозяйственное производство, 14 ферм общей площадью 2000 гектар.
- VinFast: производство автомобилей и мотоциклов.
- VinSmart: смартфоны.
- VinID: разработка приложения VinID для финтеха и цифрового маркетинга.
- VINCSS: услуги сетевой безопасности
- VinConnect: провайдер услуг интернета и мобильной телефонии.
- HMS: разработка программного обеспечения.
- Phuc An: развитие туризма и инвестиции.
- VinFa: фармацевтика и традиционная медицина.
- VinKC: детские товары и услуги по уходу за детьми[22].
- Vintata: анимационная студия.
- Almaz: элитный ресторан и конференц-центр[23].
- Фонд Thien Tam: благотворительная организация[24].
- VinAI.

## Владельцы
Группа на 53% принадлежит первому официальному вьетнамскому миллиардеру Фам Нят Выонгу